# Бучацький цукровий завод
Бучацький цукровий завод — колишнє підприємство з виробництва цукру в Бучачі. Нині не працює.

## Історія
Будівництво заводу розпочалося 1955 року на західній околиці міста Бучач Тернопільської області. У 1957 році завод був введений в експлуатацію, а 1958 року розпочав роботу. У перший сезон завод переробляв 14–15 тис. центнерів цукрових буряків на добу та виробив 17,2 тис. тонн цукру. До 1972 року потужність зросла до 25 тис. центнерів буряків на добу.

## Структура та соціальна інфраструктура
Завод мав власну соціальну інфраструктуру, включаючи житловий мікрорайон для працівників та заводську лікарню.

## Занепад та закриття
У 2007 році завод працював лише 20 днів через скорочення посівів цукрових буряків. У 2009 році Антимонопольний комітет України дозволив придбання заводу компанією «Мрія Агрохолдинг». З 2013 року завод припинив переробку буряків, залишивши лише бурякоприймальний майданчик.

## Банкрутство
17 січня 2019 року юридичну особу було визнано банкрутом.

## Відомості
На будівництві заводу працювали вантажні автомобілі Копичинецької автоколони цукротресту (тепер ВАТ Копичинецьке АТП 16143).
За даними директора заводу Івана Бойка, у 1991 році виготовили 12700, у 1992 — 18562 тонни цукру.
Цікаво, що електрифікація Бучацького і Монастириського районів проводилася підрядним способом від ТЕЦ Бучацької цукроварні.
Юридична адреса: 48400, вул. Тичини, 3, м. Бучач, Бучацький р-н, Тернопільська обл.

## Керівники
- Когут Данило Васильович 1970-1984
- Іван Бойко[7]